# Ash, Sevenoaks
Ash är en ort i grevskapet Kent i sydöstra England. Orten ligger i distriktet Sevenoaks och civil parishen Ash-cum-Ridley, cirka 12 kilometer nordost om Sevenoaks och cirka 11 kilometer sydost om Dartford. Tätorten (built-up area) hade 318 invånare vid folkräkningen år 2021.
Ash var en civil parish fram till 1955 när blev den en del av Ash cum Ridley. Civil parishen hade 1 017 invånare år 1951. Ash nämndes i Domedagsboken (Domesday Book) år 1086, och kallades då Eisse.